# Sistema sinòdic

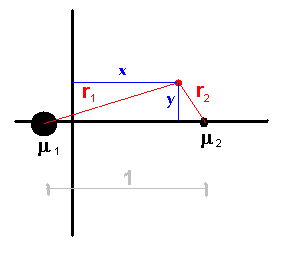
Sistema sinòdic

En astrodinàmica, un sistema sinòdic o sistema corrotacional és un sistema de referència en rotació que té el seu origen en el baricentre de dos cossos i que té per eix x la línia recta que connecta les dues masses (μ1 i μ₂). El sistema és corrotacional amb les dues masses, de manera que aquestes romanen estacionàries i localitzades en les coordenades (−μ₂, 0) i (+μ1, 0).
Els sistemes sinòdics s'utilitzen en el càlcul de la integral de Jacobi en el problema dels tres cossos d'Euler.